# Kleine noddy
De kleine noddy (Anous tenuirostris) is een zeevogel uit de familie van de meeuwen (Laridae) en de geslachtengroep sterns (Sternini).

## Verspreiding en leefgebied
De kleine noddy komt voor in de Comoren, Kenia, Liberia, Mauritius, de Seychellen, Zuid-Afrika en de Verenigde Arabische Emiraten en telt twee ondersoorten:
- A. t. tenuirostris: de eilanden van de westelijke Indische Oceaan.
- A. t. melanops: Houtman Abrolhos (westelijk Australië).

## Status
De grootte van de populatie is in 2006 geschat op minimaal 1,2 miljoen vogels. Op de Rode lijst van de IUCN heeft deze soort de status niet bedreigd.